# Nessa (vala)
Nessa is een personage uit de boeken van J.R.R. Tolkien. Ze is de echtgenoot van Tulkas.
Lichtvoetigheid en snelheid zijn haar grootste gaven. Zij rent met de herten en danst op de groene grassen van Valinor.